# 오경미
오경미(吳經美, 1968년 12월 16일~)는 대한민국의 법관이다. 대한민국의 대법관(2021. 9.~)이다.
전라북도 익산시 출신으로 서울대학교 법학과를 졸업했고 사법연수원 25기이다. 서울고등법원, 광주고등법원 등에서 판사 생활을 했고 법원도서관 조사심의관, 사법연수원 교수 등을 지냈다. 광주고등법원 전주재판부 판사 재직 중 2021년 9월 퇴임하는 이기택 대법관 후임으로 선정되었다. 2021년 9월 17일부터 대법관 임기를 시작하였다.

## 학력
- 이리여자고등학교 졸업
- 서울대학교 법학 학사

## 경력
- 1993년: 제35회 사법시험 합격
- 1996년: 제25기 사법연수원 수료
- 1996년: 서울지방법원 판사
- 1998년: 서울지방법원 남부지원 판사
- 1999년: 창원지방법원 판사
- 2003년: 부산지방법원 판사
- 2005년: 미국 윌리엄 & 메리 대학교 법무연수
- 2007년: 법원도서관 조사심의관
- 2009년: 사법연수원 교수
- 2011년: 부산지방법원 부장판사
- 2012년: 서울고등법원 판사(법관인사규칙 10조)
- 2019년: 서울고등법원 부장판사 직무대리(원소속: 광주고등법원 판사)
- 2020년: 광주고등법원 부장판사 직무대리(원소속: 서울고등법원 판사)
- 2021년 9월 17일~: 대법원 대법관